# Soul Assassins
Soul Assassins ist ein loser Künstlerverband, der 1992 von DJ Muggs gegründet wurde. Zu den Soul Assassins gehören einige unterschiedliche Rapper, Produzenten, DJs und Grafiker aus Los Angeles und Umgebung. Bekannte Namen sind unter anderem Everlast, The Alchemist, Mr. Cartoon und Estevan Oriol. Außerdem werden seit 1991 alle Cypress-Hill-Alben über die Soul Assassins Music Inc. veröffentlicht.
Unter dem Namen Soul Assassins Chapter I&II erschienen 1997 und 2000 zwei von DJ Muggs produzierte Sampler, auf denen viele Hip-Hop-Größen zu hören sind, z. B. Dr. Dre, RZA und GZA, MC Eiht, KRS-One, Wyclef Jean, Xzibit, Dilated Peoples und andere.

## Mitglieder (Musiker)
- Cypress Hill
- The Alchemist
- Everlast
- DJ Khalil
- Chace Infinite
- DJ Solo
- Fredwreck
- Sick Jacken
- Son Doobie
- DJ Warrior
- Skinhead Rob
- Psycho Realm
- La Coka Nostra
- GZA
- Sicario

### Mitglieder (Künstler)
Folgende Künstler arbeiten zusammen für die Soul Assassins Studios:
- Mr. Cartoon
- Estevan Oriol
- Rob Abeyta, jr.
- Big Lucky
- Trevelen

Einige Künstler und Gruppen trennten sich von der Soul Assassins. House of Pain und die Funkdoobiest, beide waren Mitglieder während der frühen 1990er Jahre, trennten sich wegen Streitigkeiten mit DJ Muggs von den Soul Assassins. Andere, wie zum Beispiel Barron Ricks, meinten, sie bräuchten Muggs für den großen Erfolg nicht, und wieder andere hatten gar nie erst Erfolg, z. B. Whooliganz, Call O' Da Wild oder Fatal.

## Diskographie

### Alben
- 1997: Soul Assassins - Chapter I (Columbia)
- 2000: Soul Assassins - Chapter II  (RuffLife/Intonation)
- 2009: Soul Assassins - Intermission (Gold Dust Media)
- 2018: Soul Assassins - Dia del Asesinato (Soul Assassins)
- 2023: Soul Assassins - Chapter III: Death Valley (Soul Assassins)

### Singles
- 1997: Soul Assassins featuring RZA & GZA - Third World
- 1997: Soul Assassins featuring B-Real & Dr. Dre - Puppet Master
- 2000: Soul Assassins featuring GZA - When the Fat Lady Sings
- 2009: Soul Assassins featuring Bun B & M1 - Gangsta Shit